# Tracey Ullman

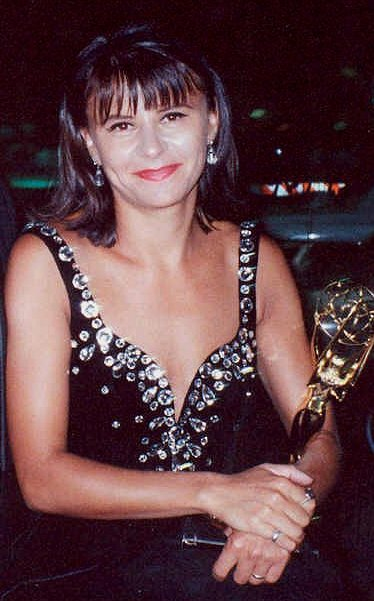
Tracey Ullman, 1990

Tracey Ullman (* 30. Dezember 1959 in Slough, England) ist eine britische Schauspielerin, Komikerin und Sängerin. Seit 2006 hat sie auch die amerikanische Staatsbürgerschaft. Sie gilt als die kommerziell erfolgreichste britische Komikerin.

## Leben
Ullman wurde 1959 in der englischen Grafschaft Berkshire geboren. Ab 1980 trat sie in britischen Fernsehsendungen auf. Ab 1983 produzierte sie Songs für das Londoner Musiklabel Stiff Records. Schon ihr erster Titel Breakaway wurde ein internationaler Hit. Von 1983 bis 1985 erreichten sieben Titel von ihr die britischen Charts. Doch bereits nach zwei Alben beendete sie 1985 ihre Musikkarriere und konzentrierte sich  auf TV und Film.
Von 1987 bis 1990 trat sie in den USA als Gastgeberin der Tracey Ullman Show auf, wofür sie 1989 und 1990 den Emmy Award erhielt und mehrmals für den gleichen Preis in unterschiedlichen Kategorien nominiert wurde. Aus dieser Show stammt die Zeichentrickserie Die Simpsons. 1988 gewann sie den Golden Globe Award, und 1989 und 1990 wurde sie für den gleichen Preis nominiert. Außerdem gewann sie 1988, 1990 und 1991 den American Comedy Award.
Ullman spielte im Film Eine demanzipierte Frau (1985) neben Meryl Streep, in der Komödie Ich liebe Dich zu Tode (1990) übernahm sie neben Kevin Kline eine der Hauptrollen. In der Fernsehserie Tracey Ullman: A Class Act (1992) war sie neben Michael Palin zu sehen. Von 1996 bis 1999 spielte sie die Hauptrolle in der Comedy-Fernsehshow Tracey Takes On ..., für die sie 1997 für den Golden Globe nominiert wurde. 1998 gewann sie den Golden Satellite Award, 1999 den Screen Actors Guild Award, 1998, 1999 und 2000 den American Comedy Award und 1996 den CableACE Award in zwei Kategorien. Außerdem war sie in den ersten drei Staffeln der Serie Ally McBeal als Therapeutin der Hauptfigur zu sehen. Für ihre Rolle im Film Schmalspurganoven, in dem sie neben Woody Allen spielte, wurde sie für den Golden Globe und für den American Comedy Award nominiert. Für ihre Hauptrolle im Fernsehfilm Tracey Ullman in the Trailer Tales (2003) wurde sie für den Emmy nominiert.
Nachdem Ullman nach eigener Aussage längere Zeit keine Angebote mehr erhalten hatte, tritt sie seit Januar 2016 erneut erfolgreich mit einer eigenen Fernsehshow auf, dabei zum ersten Mal seit über zwei Jahrzehnten im britischen Fernsehen. Der Titel der von der BBC ausgestrahlten Show Tracey Ullman’s Show lehnt sich stark an den Titel ihrer früheren Fernsehsendung bei Fox an, ist jedoch eine etwas anders konzipierte Sketch-Show, in der sie vor allem bekannte Politikerinnen parodiert. Für ihre Parodie von Bundeskanzlerin Angela Merkel wurde Ullman in den deutschen Medien besonders gelobt.
Ullman war seit 1983 bis zu dessen Tod am 24. Dezember 2013 mit dem britischen Produzenten Allan McKeown verheiratet und hat zwei Kinder. Seit Dezember 2006 hat sie zusätzlich zur britischen die US-amerikanische Staatsbürgerschaft.

## Filmografie (Auswahl)
- 1984: Broad Street (Give My Regards to Broad Street)
- 1985: Eine demanzipierte Frau (Plenty)
- 1986: Jumpin’ Jack Flash
- 1990: Ich liebe Dich zu Tode (I Love You to Death)
- 1993: Robin Hood – Helden in Strumpfhosen (Robin Hood: Men in Tights)
- 1993: Ein ganz normales Wunder (Household Saints)
- 1994: Geht’s hier nach Hollywood? (I’ll Do Anything)
- 1994: Bullets Over Broadway
- 1994: Prêt-à-Porter
- 2000: Panic
- 2000: Schmalspurganoven (Small Time Crooks)
- 2003: Tracey Ullman in the Trailer Tales
- 2004: A Dirty Shame
- 2007: Hauptsache verliebt (I Could Never Be Your Woman)
- 2014: How I Met Your Mother (drei Folgen)
- 2014: Into the Woods
- 2020: Onward: Keine halben Sachen (Onward, Stimme)
- 2020: Mrs. America (Miniserie)
- 2020: The Prom
- 2024: Black Doves (Fernsehserie)
- 2025: Elsbeth (Fernsehserie, Episode 2x15)

## Diskografie

### Studioalben
| Jahr | Titel                           | Höchstplatzierung, Gesamtwochen, AuszeichnungChartplatzierungen (Jahr, Titel, Platzierungen, Wochen, Auszeichnungen, Anmerkungen) | Höchstplatzierung, Gesamtwochen, AuszeichnungChartplatzierungen (Jahr, Titel, Platzierungen, Wochen, Auszeichnungen, Anmerkungen) | Höchstplatzierung, Gesamtwochen, AuszeichnungChartplatzierungen (Jahr, Titel, Platzierungen, Wochen, Auszeichnungen, Anmerkungen) | Höchstplatzierung, Gesamtwochen, AuszeichnungChartplatzierungen (Jahr, Titel, Platzierungen, Wochen, Auszeichnungen, Anmerkungen) | Höchstplatzierung, Gesamtwochen, AuszeichnungChartplatzierungen (Jahr, Titel, Platzierungen, Wochen, Auszeichnungen, Anmerkungen) | Anmerkungen                             |
| Jahr | Titel                           | DE | AT | CH | UK | US | Anmerkungen                             |
| ---- | ------------------------------- | --- | --- | --- | --- | --- | --------------------------------------- |
| 1983 | You Broke My Heart in 17 Places | — | — | — | UK14 Silber · (20 Wo.)UK | — | Erstveröffentlichung: 25. November 1983 |
| 1984 | You Caught Me Out               | — | — | — | UK92 (2 Wo.)UK | — | Erstveröffentlichung: 1984              |

### Kompilationen
- 1984: Forever – The Best of Tracey Ullman
- 1992: The Best of Tracey Ullman: You Broke My Heart in 17 Places
- 1996: The Very Best of Tracey Ullman
- 2002: The Best of... Tracey Ullman
- 2002: Tracey Ullman Takes on the Hits
- 2010: Tracey Ullman – Move Over Darling: The Complete Stiff Recordings

### Singles
Chartplatzierungen

| Jahr | Titel Album                                       | Höchstplatzierung, Gesamtwochen, AuszeichnungChartplatzierungen (Jahr, Titel, Album, Platzierungen, Wochen, Auszeichnungen, Anmerkungen) | Höchstplatzierung, Gesamtwochen, AuszeichnungChartplatzierungen (Jahr, Titel, Album, Platzierungen, Wochen, Auszeichnungen, Anmerkungen) | Höchstplatzierung, Gesamtwochen, AuszeichnungChartplatzierungen (Jahr, Titel, Album, Platzierungen, Wochen, Auszeichnungen, Anmerkungen) | Höchstplatzierung, Gesamtwochen, AuszeichnungChartplatzierungen (Jahr, Titel, Album, Platzierungen, Wochen, Auszeichnungen, Anmerkungen) | Höchstplatzierung, Gesamtwochen, AuszeichnungChartplatzierungen (Jahr, Titel, Album, Platzierungen, Wochen, Auszeichnungen, Anmerkungen) | Anmerkungen                                                                                                |
| Jahr | Titel Album                                       | DE | AT | CH | UK | US | Anmerkungen                                                                                                |
| ---- | ------------------------------------------------- | --- | --- | --- | --- | --- | --- |
| 1983 | Breakaway You Broke My Heart in 17 Places         | DE8 (15 Wo.)DE | — | CH11 (3 Wo.)CH | UK4 Silber · (12 Wo.)UK | US70 (4 Wo.)US | Erstveröffentlichung: 1983 in den Vereinigten Staaten Break-A-Way Original: Irma Thomas – Breakaway (1964) |
| 1983 | They Don’t Know You Broke My Heart in 17 Places   | DE35 (13 Wo.)DE | — | — | UK2 Silber · (11 Wo.)UK | US8 (17 Wo.)US | Erstveröffentlichung: 9. September 1983 Original: Kirsty MacColl – They Don’t Know (1979)                  |
| 1983 | Move Over Darling You Broke My Heart in 17 Places | — | — | — | UK8 (9 Wo.)UK | — | Erstveröffentlichung: 1983 Original: Doris Day – Move Over Darling (1964)                                  |
| 1984 | Bobby’s Girl You Broke My Heart in 17 Places      | DE45 (9 Wo.)DE | — | — | — | — | Erstveröffentlichung: 1984 Original: Marcie Blane – Bobby's Girl (1962)                                    |
| 1984 | My Guy (My Guy's Mad At Me) You Caught Me Out     | — | — | — | UK23 (7 Wo.)UK | — | Erstveröffentlichung: März 1984 Original: Madness – My Girl (1980)                                         |
| 1984 | Sunglasses You Caught Me Out                      | DE52 (5 Wo.)DE | AT6 (8 Wo.)AT | — | UK18 (9 Wo.)UK | — | Erstveröffentlichung: 1984 Original: Skeeter Davis – Sunglasses (1964)                                     |
| 1984 | Helpless You Caught Me Out                        | — | — | — | UK61 (3 Wo.)UK | — | Erstveröffentlichung: 1984 Original: Kim Weston – Helpless (1966)                                          |
| 1985 | Terry You Caught Me Out                           | — | — | — | UK81 (5 Wo.)UK | — | Erstveröffentlichung: 1985 Original: Kirsty MacColl – Terry (1983)                                         |

Weitere Singles
- 1984: Me Has Descubierto (You Caught Me Out) (nur in Spanien veröffentlicht)
- 1985: Shattered